# Illa de Salm
l'illa de Salm (en rus: остров Сальм; Ostrov Sal'm) és una illa deshabitada, gairebé rodona, que es troba a la Terra de Francesc Josep, Arkhànguelsk, Rússia.
Salm està gairebé completament coberta per glaceres, excepte una petita part de la seva costa sud. Fa uns 20 km de llargada i la seva superfície és de 344 km². El punt més elevat de l'illa arriba fins als 343 msnm.
L'illa va rebre el nom per l'expedició austrohongaresa al Pol Nord en honor de la dinastia dels Salm-Hoogstraeten.